# Gonatocerus goethei
Gonatocerus goethei är en stekelart som beskrevs av Girault 1912. Gonatocerus goethei ingår i släktet Gonatocerus och familjen dvärgsteklar. Inga underarter finns listade i Catalogue of Life.